# Judino uho
Judino uho (sinonim Auricularia auricula, Hirneola auricula-judae) šumska je gljiva koja raste na trulim deblima bazge.

## Opis
Ova mekana gljiva nalikuje na uho i grimizne je do tamnosmeđe boje, a živi na starijim, trulim deblima bazge. Zapravo, prema vjerovanju, Juda se objesio o bazgino drvo, pa otuda naziv za ovu gljivu.
Kinezi je nazivaju „uho drveta“, „drveno uho“ (木耳) ili „uho crnog drveta“ (黑木耳), a Japanci „drvena meduza“ (キクラゲ).

## Uporaba
Ova vrsta, kao i njoj srodne, se upotrebljava u azijskom kulinarstvu već više od 1000 godina (obično osušena i samljevena u prah). Mogu se jesti svježe ili sušene. Ipak, najčešće se upotrebljava kao dodatak juhi ili nekom kineskom jelu. Hranjiva vrijednost potječe od znatnog sadržaja bjelančevina, ugljikohidrata i minerala kao što su kalcij, fosfor i željezo. Judino uho je blagog okusa, te također blagog specifičnog mirisa.
Osim u kulinarstvu, rabi se i u kineskoj narodnoj medicini, kao lijek za poboljšanje rada krvotoka, liječenje krvarenja iz hemoroida i maternice, kod krvavih stolica i proljeva. Ljekovitost ove vrste je i znanstveno potvrđena. 
Poznato je da se ne smije jesti u količini većoj od 150 g tjedno (svježe gljive) ili 15 g (sušene gljive), jer može izazvati neželjene posljedice.

## Farmakologija
Auricularia auricula-judae bila je cilj istraživanja vezanih za njezin medicinski potencijal .Po jednom istraživanju iz 1980'tih godina neki od spojeva izoliranih iz nje pokazali su izrazit antitumorni potencijal u pokusu na miševima kojima je implantiran sarkom 180. Ovo se kosi sa starijim istraživanjima po kojima gljiva ne posjeduje nikakovu ljekovitost. Nadalje polisaharidi izolirani iz gljive pokazali su i hipoglikemički efekt.
Iz gljive je izolirana i tvar koja ima antikoagulirajuća svojstva. Drugo istraživanje pokazalo je da se iz gljive mogu dobiti i tvari koje snižavaju loš kolesterol.

### Sestrinski projekti
|  | Zajednički poslužitelj ima stranicu o temi Judino uho    |
|  | Zajednički poslužitelj ima još gradiva o temi Judino uho |